# Chiesa di San Biagio (Lanciano)
La chiesa di San Biagio è un edificio religioso di Lanciano (CH), posta nel quartiere Lanciano Vecchio, in Larghetto Ricci. La chiesa, citata già dal 1069, è la più antica della città murata, dopo che la precedente più vetusta, la chiesa di San Maurizio in Largo dei Frentani, fu demolita nella metà dell'800.

## Storia e descrizione
La chiesa sorge sopra l'antica chiesetta di San Giorgio, risalente al IX secolo,  di cui restano la cripta e l'ambiente oggi utilizzato come sacrestia. Tradizioni riportate dagli storici locali Pietro Pollidori e Domenico Romanelli vogliono che la chiesa sorgente nell'area del tempio di Pelina, dea corrispondente a Minerva.
La chiesa più antica, del 1059. Nel 1096 i Conti normanni Drogone (detto Tasso, o Tassone, o Tascione) e Roberto di Loritello, due fratelli che governavano insieme l'Abruzzo adriatico, la donano al Vescovo di Chieti Rainolfo; il che lascia ipotizzare che sia stata costruita dai Normanni. Nonostante le trasformazioni successive dell'interno a navata unica, la chiesa ha mantenuto l'sterno nell'originale planimetria a capanna con bastioni sui fianchi. Nel 1345 fu costruita l'imponente torre campanaria per volontà di ser Scipio arciprete di Archi, come è inciso in una lapide sulla torre. La massiccia molte in laterizio della torre si caratterizza dalle fasce marcapiano dentellate e da due bifore gotiche su ciascun lato. Vi sono tracce all'interno dell'originale decorazione in ceramica policroma. 

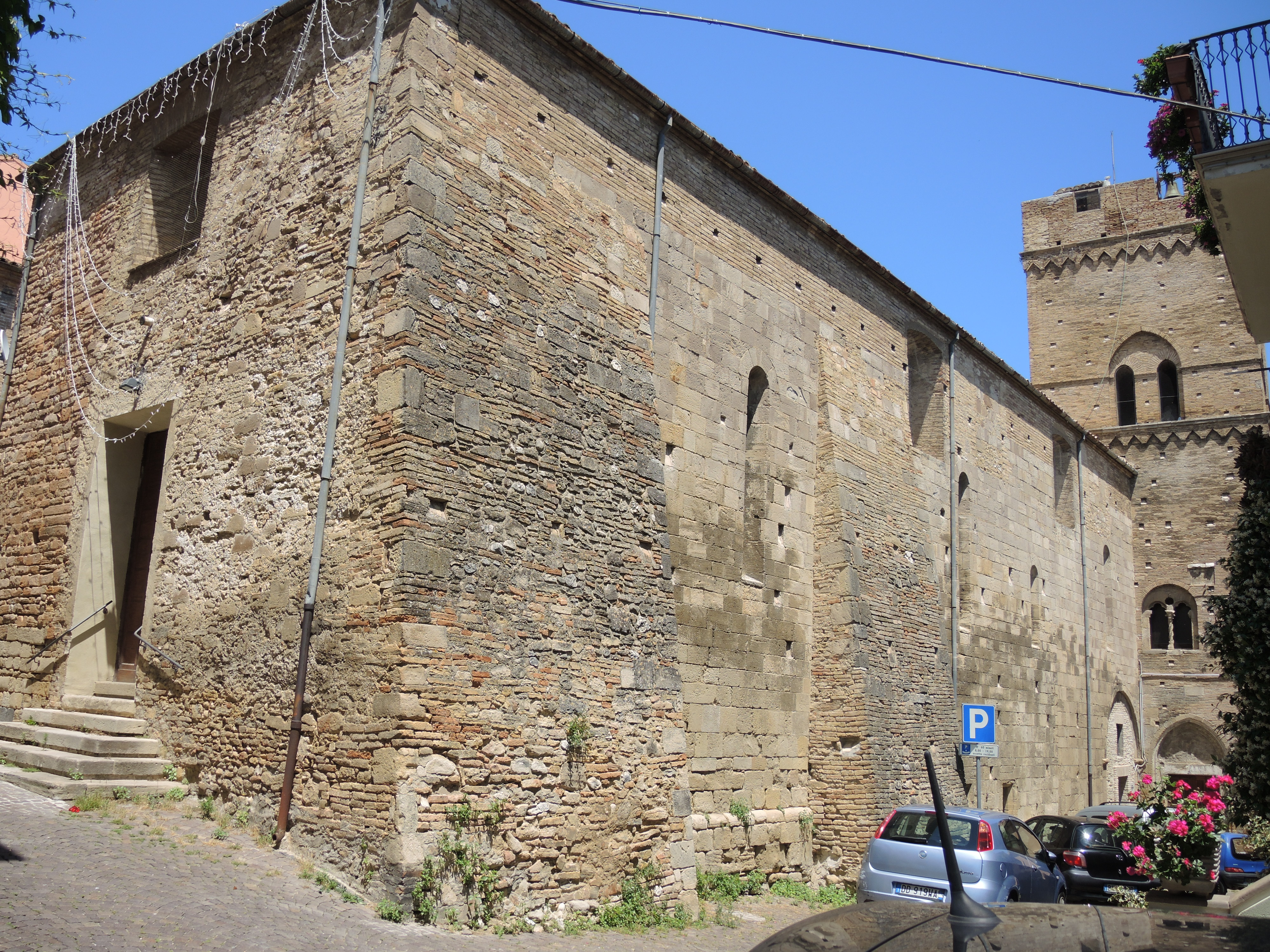
Prospetto da Largo Ricci

Vi è la statua medievale di San Biagio e la settecentesca Madonna dei Raccomandati di Giacomo Colombo, appartenente all'omonima confraternita lancianese, insieme alla Madonna della Consolazione o "della Candelora" del 1708, sempre opera di Colombo, conservata nella chiesa di Sant'Agostino. Delle sculture antiche si trova il gruppo gotico dell'Annunciazione, e il fonte battesimale in pietra a forma di conchiglia. La cripta (anticamente cappella di San Giorgio) è stata realizzata sul podio di un tempio romano, ornata da campate con colonnine cilindriche e volte a botte.

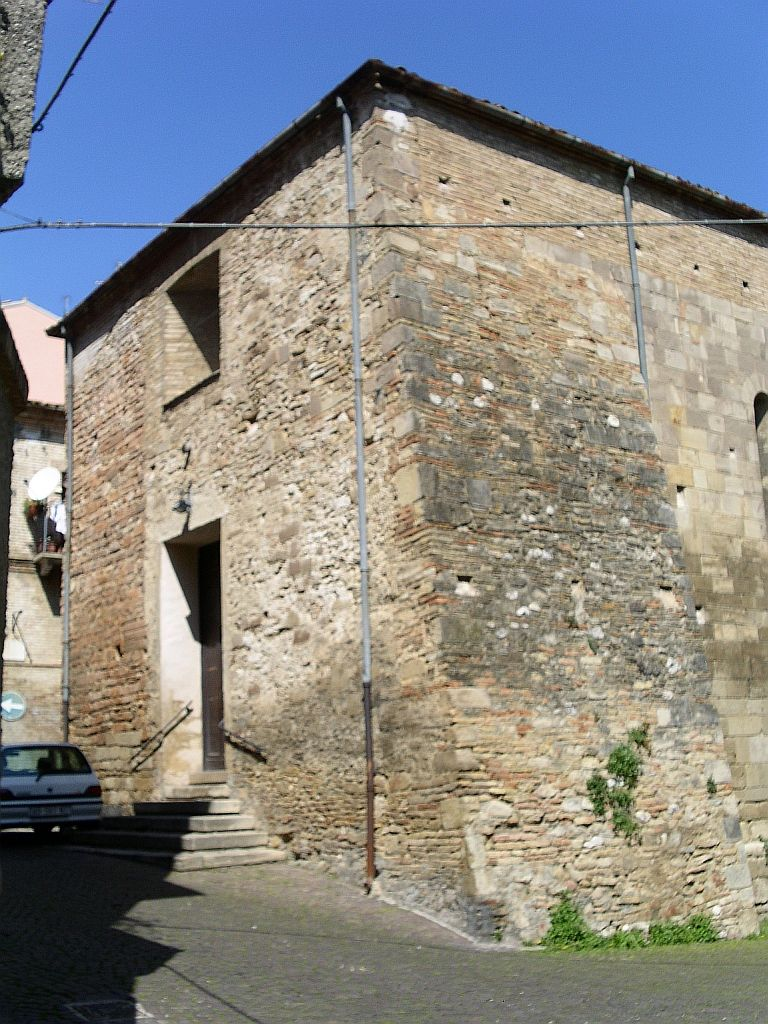
La facciata

La chiesa nel 1866 fu soppressa e ridotta a magazzino della caserma dei Carabinieri, e tale rimase sino agli anni '50 del Novecento, quando fu restaurata; tuttavia non ha mai ripreso le antiche funzioni, la messa viene officiata saltuariamente, in particolar modo si ricorda la ricorrenza dell'unzione della gola nel giorno di San Biagio, il 3 febbraio.
Le opere custodite sono:
- Due nicchie ad arco a sesto acuto, realizzate in stucco nel XII secolo, riscoperte nel 2004. Mostrano la scena dell'Annunciazione con la Madonna e l'Arcangelo Gabriele, e in alto la figurina del Cristo bambino, l'altra la Crocifissione.
- Statua del Cristo crocifisso, del XVII secolo, posta sulla parete d'altare; la statua apparrebbe più antica, per la disposizione a Y del Crocifisso, di chiara derivazione gotica.
- Statua di San Biagio vescovo, del XV secolo, secondo alcuni sarebbe da attribuire alla scuola di Nicola da Guardiagrele, per Francesco Verlengia risale al XVI secolo[3]; il santo è raffigurato assiso sul trono nelle vesti di vescovo, col pastorale e la tiara. Dietro la statua è bucata, conservava un prezioso reliquiario in argento cesellato e lavorato, realizzato secondo alcuni da Nicola Gallucci di Guardiagrele, in realtà da un tal Andrea della Franca[4], oggi conservato nella chiesa di San Nicola di Lanciano.
- Statua della Madonna dei Raccomandati, opera di Giacomo Colombo, è di pregevole fattura, in origine si trovava nella chiesa di San Giovanni, sempre nel quartiere, sede della Confraternita dei Raccomandati. Dopo la distruzione della chiesa con i bombardamenti del 1943, la statua fu spostata in Sant'Agostino, e poi ancora nella chiesa di San Biagio. Viene portata in processione il 2 febbraio, giorno della Candelora.
- Statua di Sant'Isidorio, opera di Domenico Renzetti, mostra il santo nelle vesti di contadino con ai piedi due buoi.

- L'ostensorio ligneo dell'altare principale della chiesa è opera recente, di Paolo Spoltore.

Di interesse anche la cripta, antica chiesa di San Biagio, secondo il Sargiacomo era la cappella di San Giorgio dell'VIII secolo, a sua volta ricavata da un sacello con podio, che era dedicato alla dea Minerva. La cappellina è a pianta quadrata, si trova esattamente sotto l'altare maggiore, ed è divisa in varie campate con volte a botte, e colonne portanti cilindriche.
Da uno scavo archeologico effettuato nell'area, è stato rinvenuto un mezzo bsto in terracotta ritraente la dea Minerva. Essa è conservata nel polo museale archeologico "S. Spirito" di Lanciano. Ciò ha dato adito a una tradizione degli storiografi locali, i quali avevano ipotizzato nell'area di san Biagio l'esistenza dell'antico tempio di Pelina ovvero Minerva.

## Ricorrenza di San Biagio
La chiesa dagli anni '50 è sede stabile della Confraternita di Santa Maria dei Raccomandati, fondata nel XIII secolo dapprima presso il convento di San Francesco, successivamente spostata nell'ex chiesa di San Giovanni e poi nella parrocchia di Sant'Agostino. La Confraternita festeggia la Madonna il Giovanni della Candelora, 2 febbraio, e San Biagio il 3 febbraio, con l'unzione delle gole e la vendita di taralli benedetti.